# Kari Virtanen
Kari Kustaa Virtanen, född 16 februari 1948 i Seinäjoki, är en finländsk möbelsnickare. 
Virtanen grundade vid 19 års ålder företaget Nikari, som 1991 flyttade till Fiskars och 1997 blev aktiebolag. Han har samarbetat med flera av Finlands ledande formgivare, bland annat  med Alvar Aalto och Kaj Franck; arbeten av honom kan beskådas till exempel på presidentresidenset Talludden. Tillsammans med sin kompanjon Rudi Merz har han utformat en hållbar och långlivad möbelkollektion av hög kvalitet för vardagsbruk. Företaget har ett tjugotal anställda. 
Virtanen är en drivande kraft också inom andelslaget för hantverkare, formgivare och konstnärer som bildades på hans initiativ i Fiskars 1996. Han har vidare verkat som lärare vid Konstindustriella högskolan och haft en central roll vid utvecklingen av utbildningen på snickeriområdet. Han tilldelades Bruno Mathsson-priset 1987 och Pro Finlandia-medaljen 2009.